# ماشین پنبه‌پاک‌کن

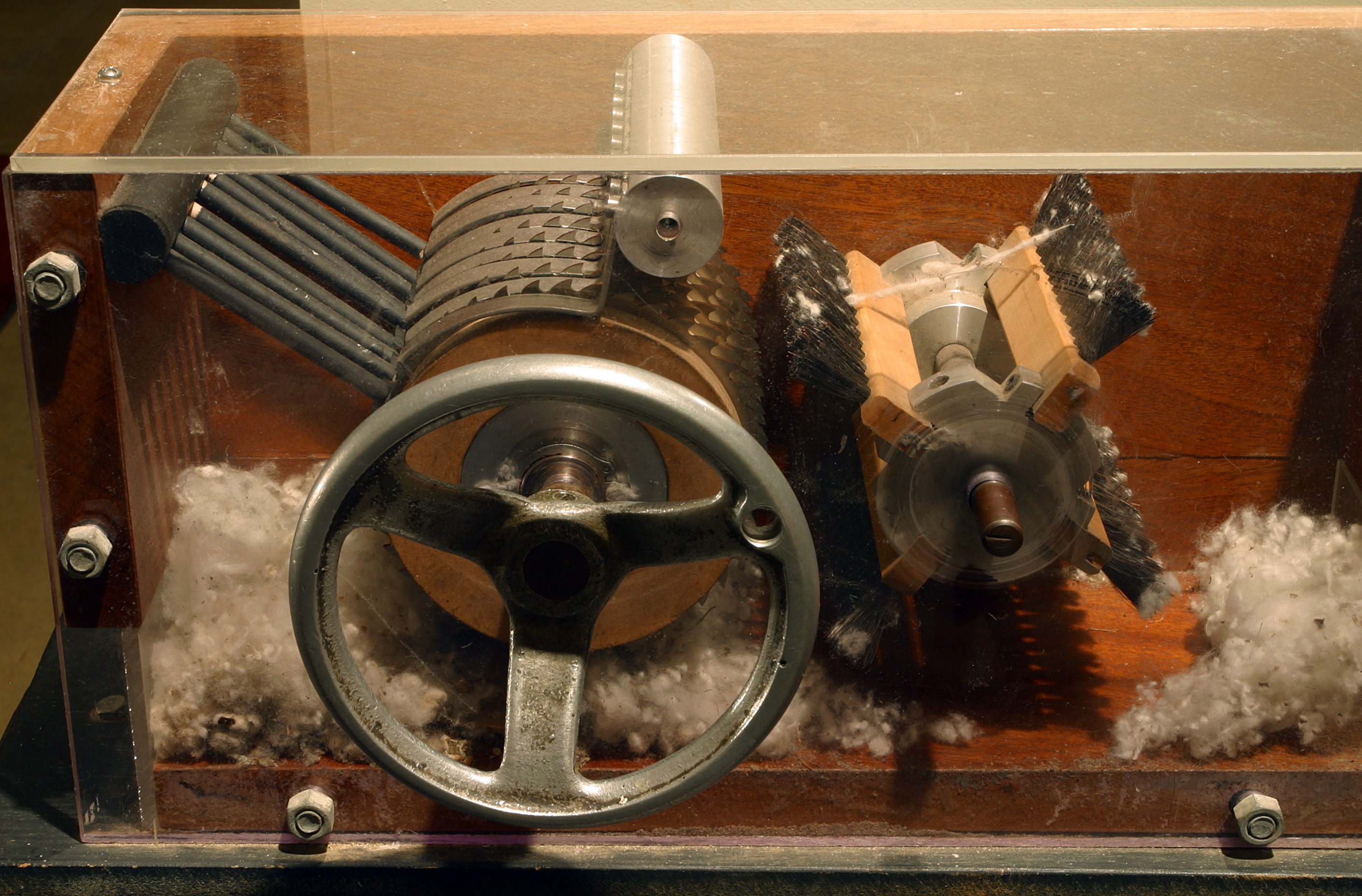
یک دستگاه پنبه پاک‌کنی قرن نوزدهمی در موزه موزه ایلای ویتنی در هامدن، کنتیکت.

ماشین پنبه پاک‌کن (به انگلیسی: Cotton gin)؛ (کوتاه‌شدهٔ "Cotton engine")، دستگاهی است که با سرعت و آسانی، الیاف پنبه را از دانه‌های پنبه جدا می‌کند. این فرایند به افزایش بهره‌وری و روند تجاری‌سازی پنبه کمک فراوانی کرد. الیاف جداسازی شده، در تولید لباس و سایر پوشاک مورد استفاده قرار می‌گیرند و دانه‌های پنبه نیز برای کاربردهای دیگری چون تهیه روغن پنبه‌دانه، کنجاله پنبه‌دانه و … مورد بهره‌برداری قرار می‌گیرند.
ماشین‌های غلتکی دستی از سال‌های آغازین ۵۰۰ میلادی در شبه قاره هند و سپس در مناطق دیگر مورد استفاده قرار می‌گرفت. به گفتهٔ لاکویت (Lakwete) تاریخ‌نگار، ماشینِ غلتکیِ چرخ‌دنده‌ای حلزونیِ هندی نیز حدوداً در قرن شانزدهم اختراع شد، به گفتهٔ او، تا به امروز این ماشین دستی بدون تغییر باقی مانده‌است.
نخستین ماشین پنبه‌پاک‌کن مکانیکی مدرن توسط مخترع آمریکایی ایلای ویتنی در سال ۱۷۹۳ ساخته شد و در سال ۱۷۹۴ به ثبت رسید. ماشین ویتنی با ترکیبی از یک صفحهٔ سیمی و قلاب‌های سیمی کوچک برای کشیدن الیاف پنبه استفاده می‌کرد؛ در حالی که برس‌ها نیز به‌طور مداوم پرزهای پنبه‌ای پراکنده را کنار می‌زدند تا از گیر کردن و قفل‌شدن چرخک‌ها جلوگیری شود. این ماشین صنعت پنبه را در ایالات متحده متحول کرد، اما به‌طور ناخواسته منجر به رشد برده‌داری در جنوب آمریکا نیز شد. ماشین ویتنی کشاورزی پنبه را سودآورتر کرد، صاحبان مزارع مزرعهٔ خود را گسترش دادند و به برده‌های بیشتری هم برای کاشتن و چیدن پنبه نیازمند شدند؛ ویتنی دستگاهی برای برداشت پنبه اختراع نکرد، هنوز هم باید با دست چیده می‌شد.
اختراع او نقشی کلیدی در انقلاب صنعتی و اوج‌گیری اقتصاد ایالت‌های جنوبی پیش از جنگ داخلی آمریکا داشت. از طرفی این اختراع، سبب افزایش گسترده برده‌داری در ایالت‌های جنوبی آمریکا شد که در ادامه به دو دستگی گسترده میان موافقان و مخالفان برده‌داری و سرانجام، به ایجاد جنگ داخلی آمریکا منتهی شد.
پنبه‌پاک‌کن‌های خودکار مدرن امروز از سیلندرها و اره‌های تمیز کنندهٔ چندگانه استفاده می‌کنند و بهره‌وری بسیار بالاتری نسبت به پیش سازهای دستی خود ارائه می‌دهند.